# Papá a toda madre
A Papá a toda madre egy mexikói telenovella, amit a Televisa készített 2017 és 2018 között. Főszereplői: Sebastián Rulli, Maite Perroni, Mark Tacher, Juan Carlos Barreto, Sergio Mur és Raúl Araiza.

## Főszereplők
| Színész(nő)         | Szerepnév            |
| ------------------- | -------------------- |
| Sebastián Rulli     | Mauricio López-Garza |
| Maite Perroni       | Renée Sánchez Moreno |
| Mark Tacher         | Fabián Carvajal      |
| Juan Carlos Barreto | Nerón Machuca        |
| Sergio Mur          | Jorge Turrubiates    |
| Raúl Araiza         | Toño Barrientos      |